# العلاقات العراقية الغينية
العلاقات العراقية الغينية هي العلاقات الثنائية التي تجمع بين العراق وغينيا.

## مقارنة بين البلدين
هذه مقارنة عامة ومرجعية للدولتين:
| وجه المقارنة                                              | العراق                       | غينيا       |
| --------------------------------------------------------- | ---------------------------- | ----------- |
| المساحة (كم2)                                             | 437.07 ألف                   | 245.86 ألف  |
| عدد السكان (نسمة)                                         | 38.27 مليون                  | 12.72 مليون |
| الكثافة السكانية (ن./كم²)                                 | 87.56                        | 51.74       |
| العاصمة                                                   | بغداد                        | كوناكري     |
| اللغة الرسمية                                             | اللغة العربية، اللغة الكردية | لغة فرنسية  |
| العملة                                                    | دينار عراقي                  | فرنك غيني   |
| الناتج المحلي الإجمالي (بليون دولار)                      | 197.72 مليار                 | 10.50 مليار |
| الناتج المحلي الإجمالي (تعادل القوة الشرائية) بليون دولار | 560.73 مليار                 | 15.24 مليار |
| الناتج المحلي الإجمالي الاسمي للفرد دولار أمريكي          | 4.94 ألف                     | 531         |
| الناتج المحلي الإجمالي للفرد دولار أمريكي                 | 15.06 ألف                    | 1.22 ألف    |
| مؤشر التنمية البشرية                                      | 0.654                        | 0.411       |
| رمز المكالمات الدولي                                      | +964                         | +224        |
| رمز الإنترنت                                              | .iq                          | .gn         |
| المنطقة الزمنية                                           | ت ع م+03:00، ت ع م+04:00     | 00          |

## منظمات دولية مشتركة
يشترك البلدان في عضوية مجموعة من المنظمات الدولية، منها:
| علم المنظمة | اسم المنظمة                        | تاريخ انضمام العراق | تاريخ انضمام غينيا |
| ----------- | ---------------------------------- | ------------------- | ------------------ |
|             | مؤسسة التنمية الدولية              | 29 ديسمبر 1960      | 26 سبتمبر 1969     |
|             | يونسكو                             | 21 أكتوبر 1948      | 2 فبراير 1960      |
|             | وكالة ضمان الاستثمار متعدد الأطراف | 6 أكتوبر 2008       | 5 أكتوبر 1995      |
|             | الأمم المتحدة                      | 21 ديسمبر 1945      | 12 ديسمبر 1958     |
|             | الاتحاد البريدي العالمي            | ?                   | ?                  |
|             | البنك الدولي للإنشاء والتعمير      | 27 ديسمبر 1945      | 28 سبتمبر 1963     |
|             | منظمة التعاون الإسلامي             | ?                   | ?                  |
|             | منظمة حظر الأسلحة الكيميائية       | ?                   | ?                  |
|             | مؤسسة التمويل الدولية              | 27 ديسمبر 1956      | 22 أكتوبر 1982     |
|             | منظمة الشرطة الجنائية الدولية      | ?                   | ?                  |

## وصلات خارجية
- موقع وزارة الخارجية العراقية